# Periclimenes yucatanicus
Periclimenes yucatanicus is een garnalensoort uit de familie van de Palaemonidae. De wetenschappelijke naam van de soort is voor het eerst geldig gepubliceerd in 1891 door Ives.